# 真野淳子
真野 淳子（まや じゅんこ・1987年12月28日 - ）は、日本の元レースクイーン、元タレント、元モデル。愛称は、まやじゅん。スタイルコーポレーションに所属していた。

## 略歴
- 広島県三原市に生まれる[1]。小さい頃から大の車好きで、父と一緒にモーターショーを観覧したこともあった[2]。20歳を過ぎた頃からレースクイーンになることを決め、当時（2009年）D1グランプリのイメージガールを務めていた望月ユリカ（現：三条ユリーカ）が所属していたスタイルコーポレーションに入所[3]し活動を開始。2011年1月には、日本レースクイーン大賞で「ギャルズ・パラダイス賞」を受賞している[4]
- 2015年10月26日付のブログで、同年12月末を以ってスタイルコーポレーションを退社、芸能界を引退することを報告した[5]。
- 2016年11月に結婚[6]。

## 人物
- 趣味は音楽鑑賞、特技はマラソン、タイピング。
- 好きな色は黒、白、ゴールド。
- 姉が1人いる[7]。

### レースクイーン
- SUPER GT「D'Station Fresh Angels」（2010年 - 2011年）
- SUPER GT「ARTA GALS」（2012年）
- SUPER GT「SUBARU BRZ GALS “BREEZE”」（2014年）

## 作品
- blossom（2012年7月6日、グラッソ） - EAN 4515778504071。
- Happy Hour M（2013年5月24日、イーネット・フロンティア） - EAN 4571369481350。

## 出演

### CM
- キャドバリー・ジャパン「クロレッツ」通勤車窓編（2010年） - 渕脇レイナ、花井瑠美、坂本麻衣と共演。

### テレビ
- 魔女たちの22時（日本テレビ・2010年2月23日放送） - 再現VTRに出演。
- 新知識階級クマグス（TBS） - 再現VTRに出演。
- 解禁!暴露ナイト（テレビ東京・2012年10月～2014年3月） - レギュラー。